# Черниговка (Приморский край)
Черни́говка — село, центр Черниговского района Приморского края.
Расстояние до Владивостока — 199 км, до Спасска-Дальнего — 37 км, до Сибирцево — 20 км.

## История
Группа переселенцев из 25 семей из села Мутин Кролевецкого уезда Черниговской губернии направилась вглубь Приморской области, к озеру Ханка. Остановились они на довольно большой и удобной равнине, с трех сторон окружённой лесистыми сопками одного из отрогов Сихотэ-Алиня и небольшой речкой, впадающей в сплавную реку Лефу. В память о Черниговской губернии село назвали Черниговкой. Село было основано 1 октября 1886 года.
Черниговка — второе по населению село на Дальнем Востоке России.
Находится на стыке Приханкайской равнины с запада и Сихотэ-Алинских гор с востока, из-за чего климат здесь отличается от Владивостока в сторону резко континентального. Зимы более морозные, лето более жаркое.

## Население
| 1897    | 1900    | 1912    | 1915    | 1926    | 1939    | 1959    |
| ------- | ------- | ------- | ------- | ------- | ------- | ------- |
| 1393    | ↘1235   | ↗2267   | ↗3167   | ↗4064   | ↗11 088 | ↘10 699 |
| 1970    | 1979    | 1989    | 2002    | 2008    | 2010    | 2021    |
| ↗12 848 | ↗14 350 | ↗15 842 | ↘14 310 | ↘13 820 | ↘13 046 | ↘10 124 |

По данным переписи 1926 года по Дальневосточному краю, в населённом пункте числилось 921 хозяйство и 4064 жителя (2034 мужчины и 2030 женщин), из которых преобладающая национальность — украинцы (690 хозяйств).
Национальный состав Черниговки по данным переписи населения 1939 года: русские — 66,7 % или 7 400 чел., украинцы — 29,8 % или 3 301 чел.

## Экономика
В Черниговке развито сельское хозяйство, пищевая промышленность и машиностроение. Сельское хозяйство представлено молочно-мясным скотоводством, производством сои, овощей и картофеля.
Через село проходит Транссибирская магистраль (станция Мучная) и федеральная трасса «Уссури» Владивосток — Хабаровск.

## Авиабаза
На военном аэродроме Черниговка «ВЕТРЯК» до 2009 года дислоцировались два авиационных полка: 319-й отдельный вертолётный Краснознамённый полк имени В. И. Ленина на вертолетах Ми-24, Ми-8 и с 1985 года 187-й штурмовой авиационный полк на самолётах-штурмовиках Су-25, которые в результате реорганизации вооружённых сил 2009 года были расформированы, и на их основе сформирована авиационная база первого разряда в которую вошли бывший 319 отдельный вертолётный полк и 187 штурмовой авиационный полк, а так же личный состав расформированного 18 гв. штурмового авиационного полка «Нормандия-Неман» (с.Галёнки), в 2010 году авиационная база первого разряда вновь подверглась реорганизации, базу расформировали, отделив армейскую авиацию в самостоятельную 575 авиационную базу армейской авиации, а штурмовую, в авиационную группу штурмовой авиации 6983 авиационной базы (управление базы аэродром Хурба Хабаровского края. после прихода к руководству Вооруженными Силами Министра Обороны генерала армии Шойгу С.К., было принято решение возвратить прежние наименования прославленным полкам, и с 2013 года на аэродроме Черниговка дислоцируется 18 штурмовой авиационный полк «Нормандия-Неман» входящий в состав 303 гвардейской смешанной авиационный дивизии, и 319 отдельный «Ленинский» вертолётный полк. 
Взлётно-посадочная полоса размером 2500×44 м (бетон). Базируются 575-я авиационная база армейской авиации, на вооружении которой состоят вертолёты Ка-52, Ми-8АМТШ и 18-й штурмовой авиационный полк «Нормандия-Неман», на вооружении которого состоят самолёты-штурмовики Су-25СМ.

## Галерея

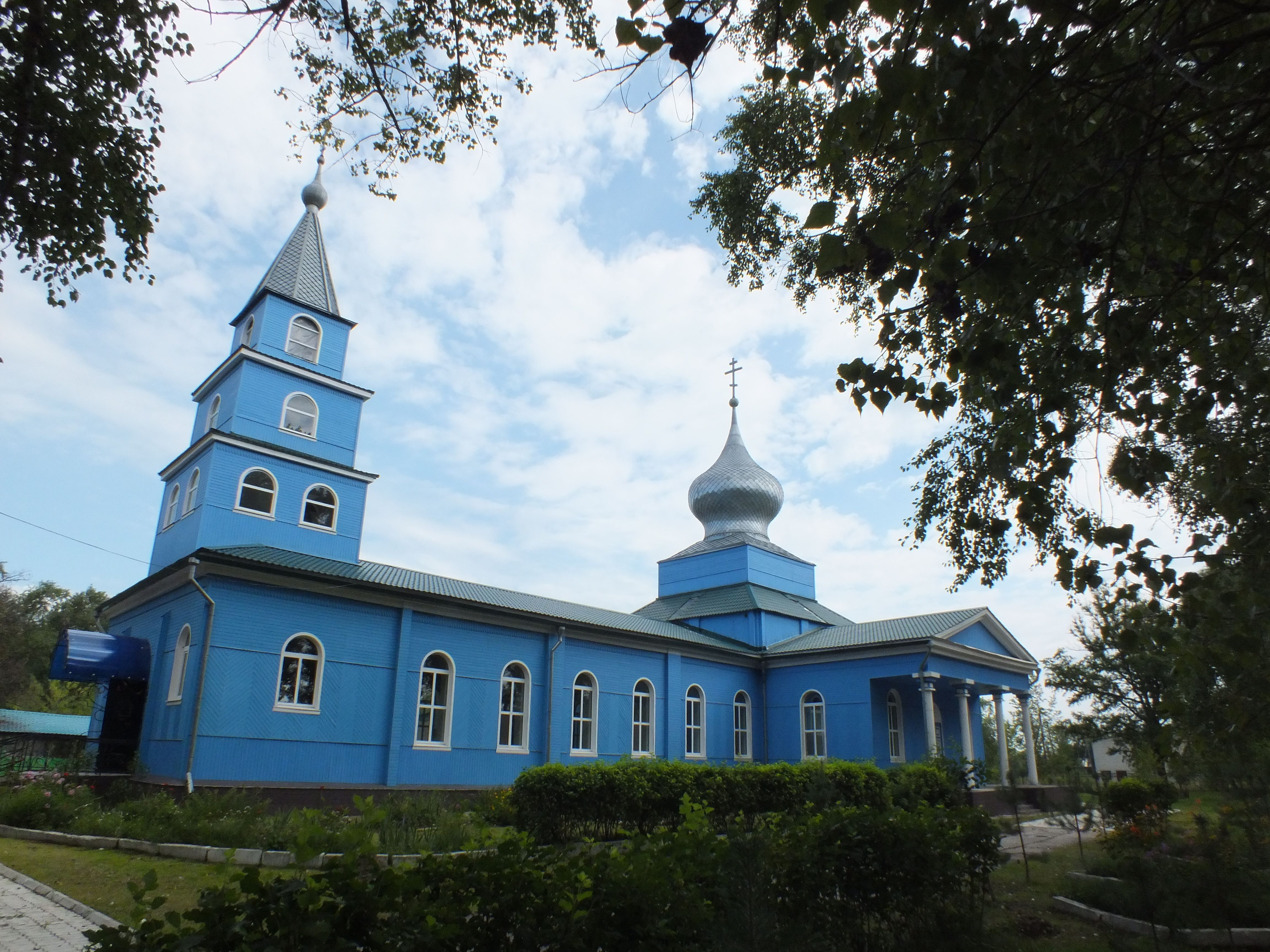
Храм в селе Черниговка
Улица села Черниговка
Памятник борцам за Советскую власть в селе Черниговка
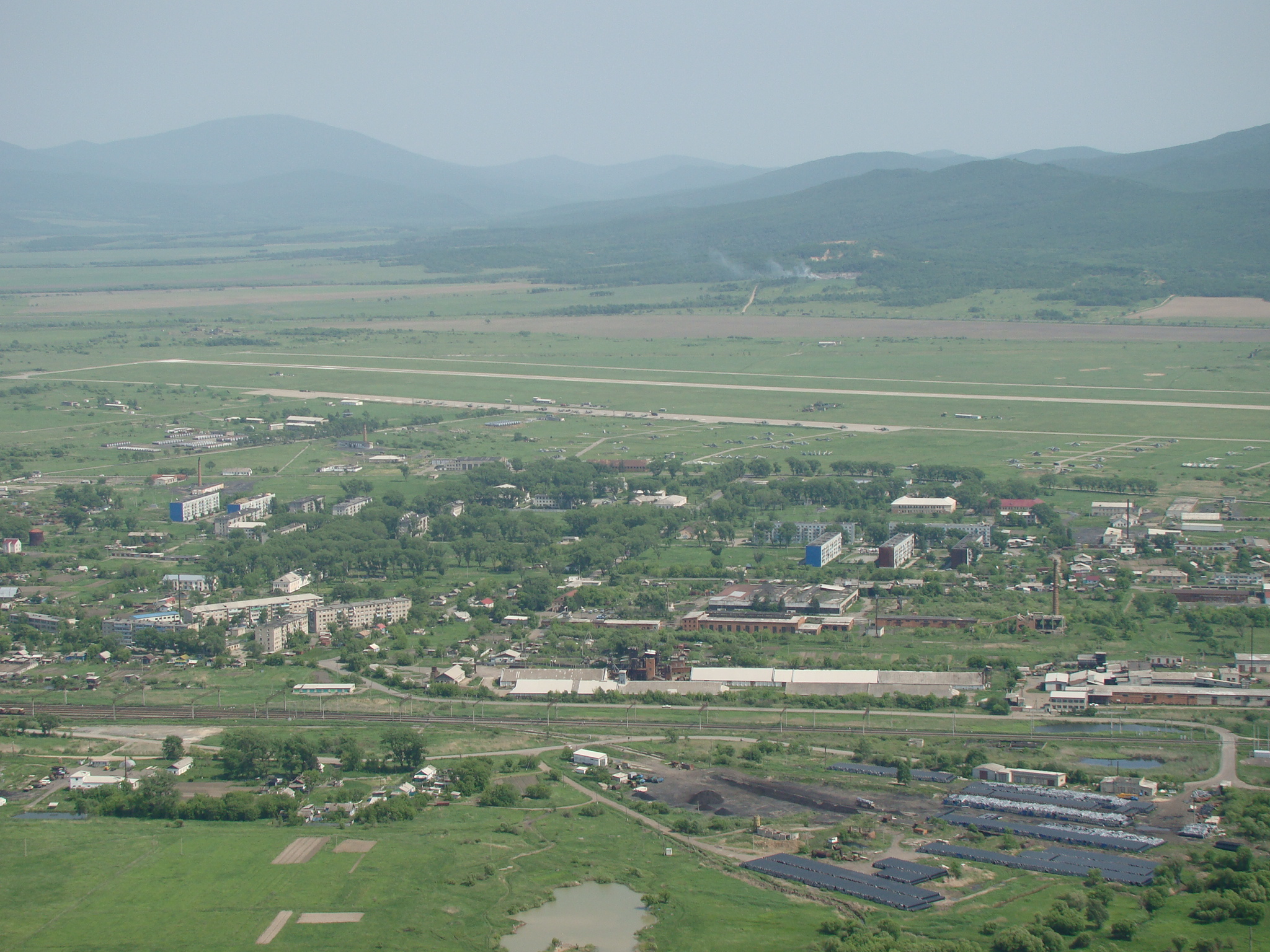
Вид на аэродром в  Черниговке
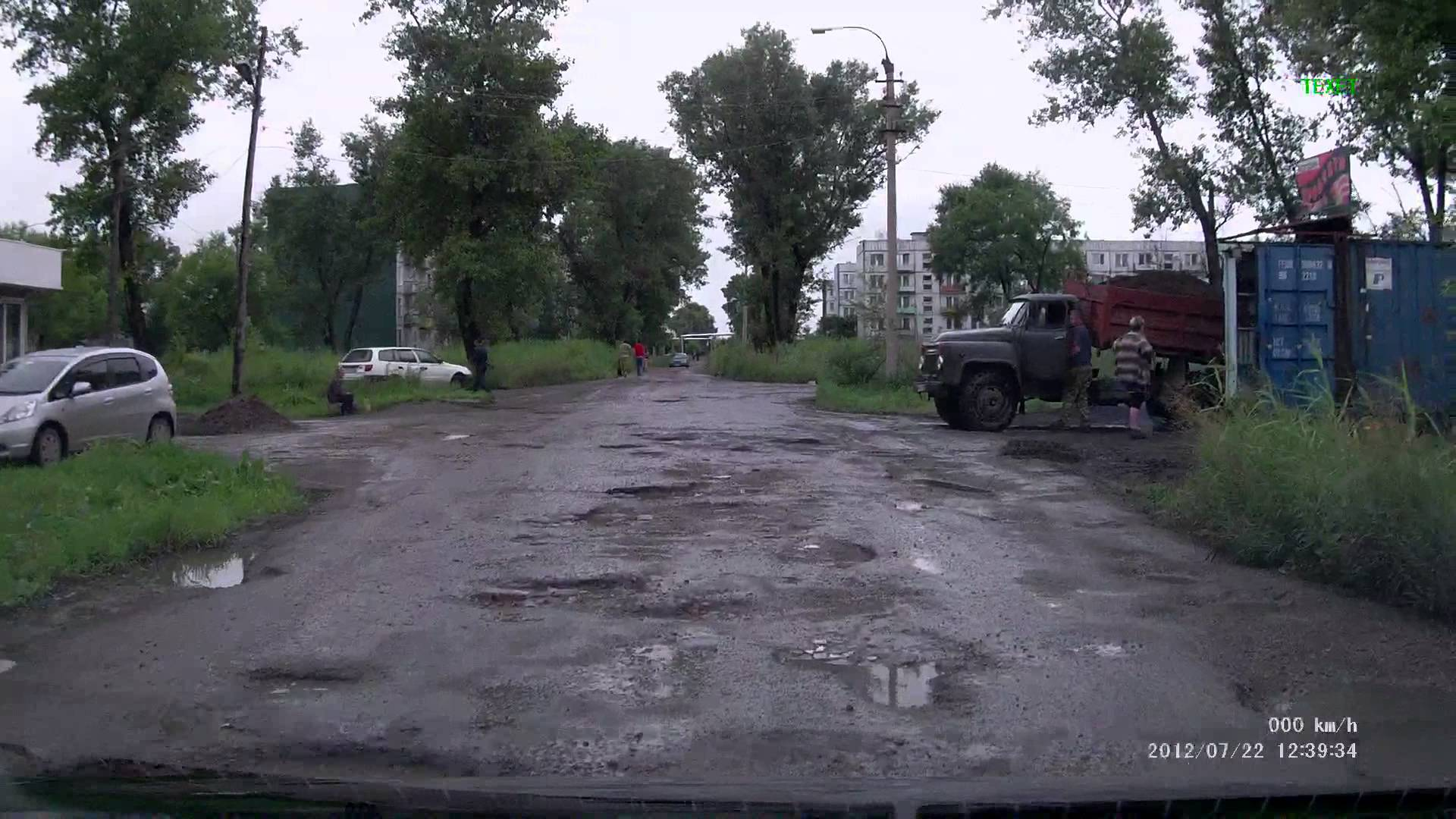
Дороги гарнизона